# Perizoma hockingii
Perizoma hockingii là một loài bướm đêm trong họ Geometridae.